# Walther Leisler Kiep
Walther Gottlieb Louis Leisler Kiep (Hamburgo, 5 de enero de 1926 -  Kronberg im Taunus, 9 de mayo de 2016) fue un político alemán.
Miembro de la Unión Demócrata Cristiana. Fue miembro del Bundestag entre 1965 y 1976 y otra vez desde 1980 hasta 1982. Después de cambiar a la política nivel estatal, se desempeñó como ministro de Economía (1976-1977) y ministro de finanzas (1976–1980) en Baja Sajonia, bajo mandato de Ernst Albrecht. En 1982, Kiep, era el candidato principal para la CDU en dos elecciones estatales sucesivas en Hamburgo, perdiendo ambas por el beneficiario Klaus von Dohnanyi. Desde 1971 hasta 1992, fue tesorero de su partido a nivel federal. En esta posición, Kiep, instaló un sistema de cuentas de ingreso no reportadas, conduciendo al CDU-Spendenaffäre en 1999. 

## Vida
Viniendo de una familia liberal, Kiep nació el 5 de enero de 1926 en Hamburgo hijo de Eugenie Maria Anna vom Rath y Louis Leisler Kiep, un hombre de negocios y capitán de la Marina. Kiep asistió a la escuela en Hamburgo y Estambul, graduándose en 1943 antes de unirse a la Wehrmacht. El 20 de abril de 1944, en el cumpleaños de Adolf Hitler, se afilió al Partido nazi. En el mismo año, su tío, Carl Otto Kiep, fue ejecutado por los nazis por su pertenencia al Círculo de Kreisau. Después de la guerra, comenzó a estudiar la historia y economía, pero no se graduó.
Antes de pasar a la política, trabajó para la Insurance Company of North America de 1948 a 1955. A partir de 1955, laboró para una empresa llamada Gradmann und Holler, una compañía corredora de seguros para las grandes empresas. En 1982 poseía el 15 por ciento de dicha empresa. Su enredo con Gradmann und Holler desató la polémica. Cuando, Kiep, fue nombrado ministro de Baja Sajonia, en 1976, Volkswagen y otras compañías locales examinaron a fondo los negocios con Gradmann und Holler, creando un posible conflicto de interés para el ministro. Kiep También formó parte de la junta directiva de Volkswagen. Negó abusar de su poder como ministro, diciendo que el acuerdo con Volkswagen había sido financieramente perjudicial en lugar de provechoso para su industria automotriz. Debido a sus exitosas empresas de negocios, Kiep fue considerado uno de los políticos más ricos de Alemania. En una entrevista, dijo a Playboy que podría vivir bien sólo del interés de sus ahorros.